# Katharine Murray Lyell

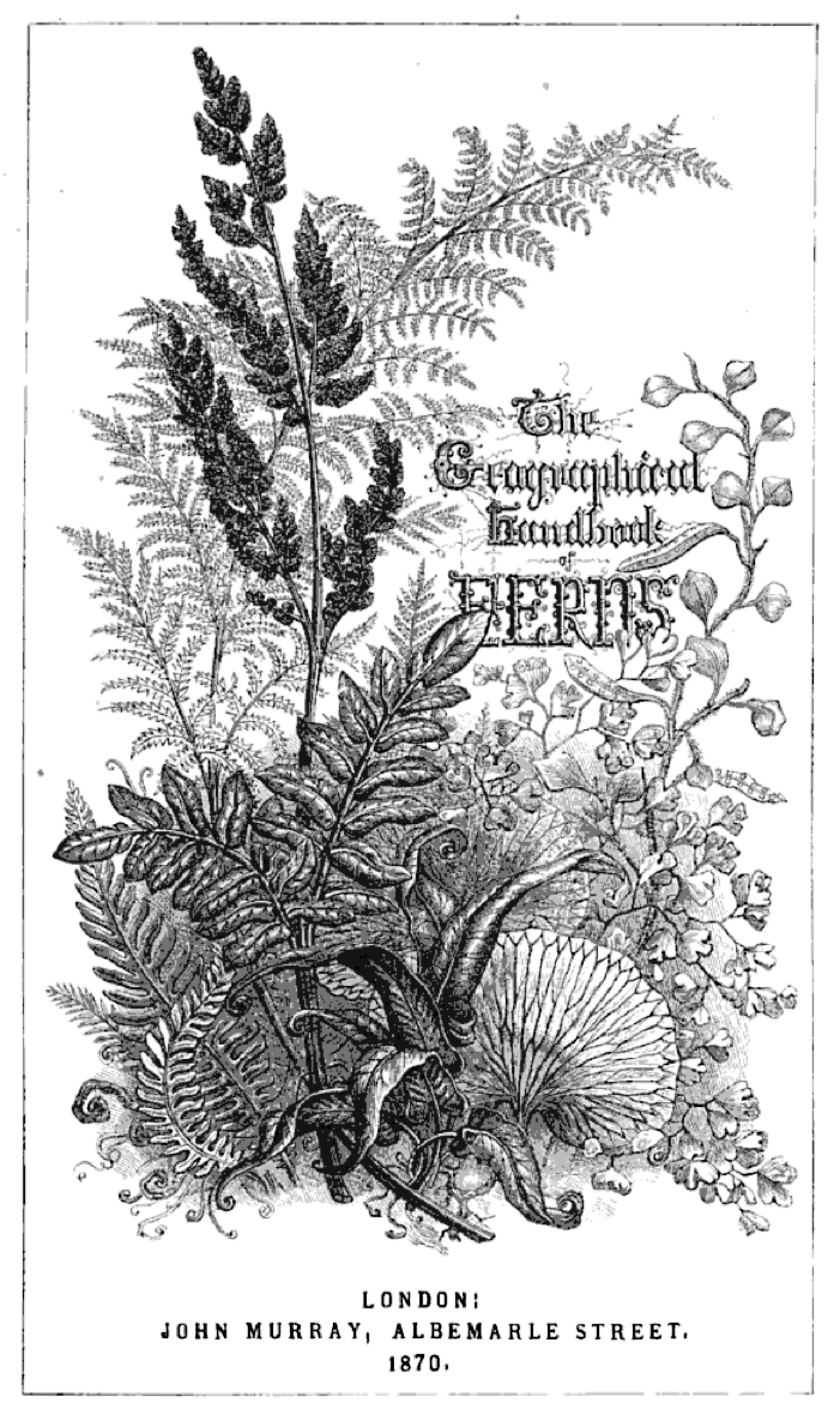
Omslagssida av Katharine Murray Lyells bok A Geographical Handbook of All the Known Ferns, 1870. (Bokens titel visas i stympad form på denna sida.)

Katharine Murray Lyell, född 1817, död 1915 i London, England, var en brittisk botaniker, författare till en tidig bok om den globala fördelningen av ormbunkar, och redaktör för tre volymer av korrespondens från flera av den tidens framstående forskare.

## Biografi
Katharine Murray Horner var en av sex döttrar till den skotske köpmannen och geologen Leonard Horner, som var noga med att hans döttrar fick en god utbildning och tog dem med sig till möten i British Association for the Advancement of Science.
Katharine Horners äldre syster Mary blev geolog och konkolog, och gifte sig med geologen Charles Lyell. Katharine gifte sig senare med Charles Lyells yngre bror, Henry. Deras äldsta son, Leonard, blev medlem i parlamentet.
Som botaniker specialiserade sig Katharine Lyell på ormbunkar och 1870 publicerade hon en bok om den geografiska fördelningen av ormbunkar i hela världen. I sitt förord, tillerkänner hon William Jackson Hookers oavslutade kompendium om ormbunkar, Synopsis Filicum (postumt publicerade år 1868) dess bidrag till boken. Lyells bok var dock den första som uppehöll sig kring ormbunkarnas geografi snarare än de mer vanliga taxonomiska kategorierna. Hon reste till Indien med Henry, där hon samlade växter i flera regioner, bland annat Ganges delta, och hon brevväxlade med samtida framstående viktorianer som forskarna Alfred Russel Wallace och Charles Darwin och missionären Harriette Colenso (som samlade ormbunkar åt henne). Hennes ormbunkssamling kom att delas mellan Kew Gardens och The University of Reading Herbarium (RNG), medan hennes andra växter lämnades till British Museum.
Lyell genomförde utgivning av volymer av brev och memoarer av tre samtida framstående forskare. När hennes svåger Charles dog 1875, blev hon redaktör för en utgåva i två volymer om hans liv, brev och tidskrifter. Ett decennium senare, efter sin fars död, redigerade hon två volymer av hans brev. Hon redigerade också biografi och korrespondens för en annan av sina svågrar, Charles Bunbury, en känd paleobotaniker. Dessa böcker är fortfarande källor för forskare som arbetar med den berörda tidsperioden.

## Publikationer
Standardförkortningen K. Lyell används för att indikera denna person som författare vid citat av botaniska namn.
- Katharine Lyell. A Geographical Handbook of All the Known Ferns: With Tables to Show Their Distribution. London: John Murray, 1870.
- Katharine Lyell, red. The Life, Letters and Journals of Sir Charles Lyell. London: John Murray, 1881.
- Katharine Lyell, red. Memoir of Leonard Horner, F.R.S., F.G.S.: Consisting of Letters to his Family and from Some of his Friends. London: Women's Printing Society, 1890.
- Katharine Lyell, red. The Life and Letters of Sir Charles J.F. Bunbury. London: John Murray, 1906.